# Bàn

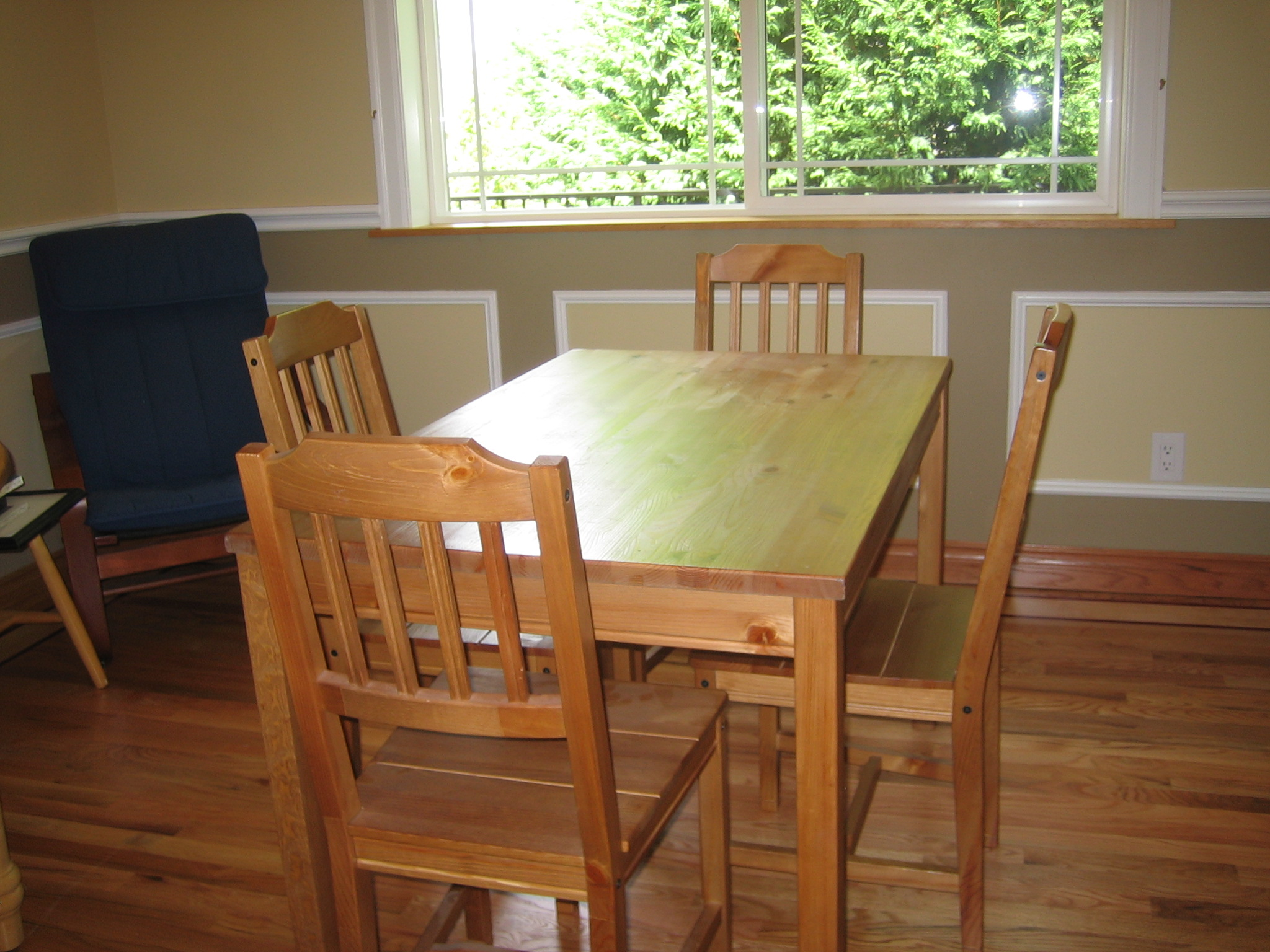
Một bộ bàn ghế bằng gỗ, dùng cho việc ăn uống.

Bàn là một loại nội thất, với cấu tạo của nó hàm chứa một mặt phẳng nằm ngang (gọi là mặt bàn) có tác dụng dùng để nâng đỡ cho những vật dụng hay vật thể mà người dùng muốn đặt lên mặt bàn đó.
Việc đặt các vật dụng lên mặt bàn có thể vì lý do trang trí, làm đẹp; hoặc dùng mặt bàn làm điểm tựa nhằm thực hiện một số thao tác cần thiết (viết, vẽ,...); hay đơn giản là dùng mặt bàn làm nơi chứa đồ. Vì vậy mặt bàn luôn phải được giữ trong trạng thái cân bằng; để đơn giản hóa cấu trúc thì việc chống đỡ mặt bàn thường được thực thi bởi các cột hay các giá đỡ được gọi là "chân bàn".

## Cấu trúc và chất liệu
Bàn có các bộ phận chính:

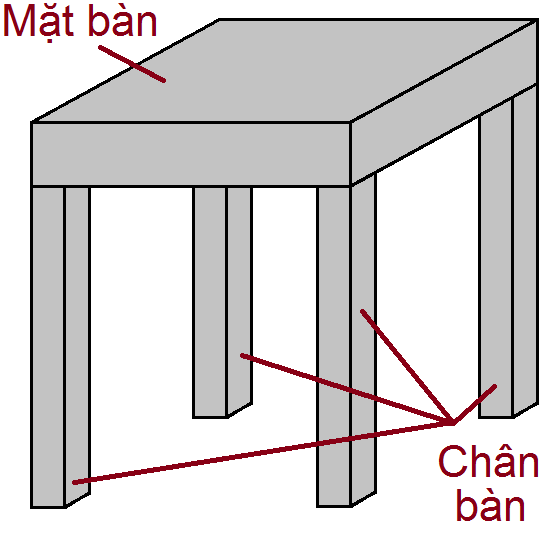
Cấu trúc đơn giản của một chiếc bàn.

- Mặt bàn: là một mặt phẳng, tốt nhất song song với mặt đất để đảm bảo độ cân bằng. Mặt bàn thường có hình chữ nhật, hình vuông, hình êlíp, hình tròn; đôi khi có một số hình dạng đặc biệt tùy theo chức năng, vị trí sử dụng và thiết kế (tỉ như một số bàn công cộng dùng cho rất nhiều người có hình dạng bất quy tắc và nương theo hình dáng căn phòng).
- Chân bàn: đây là cấu trúc chống đỡ mặt bàn, giúp cho mặt bàn giữ được trạng thái cân bằng. Chân bàn thường có dạng hình trụ, hình cột và chúng thường nằm thẳng góc với mặt đất, đôi khi hơi nghiêng nhưng vẫn đảm bảo cân bằng cho cấu trúc. Thường các bàn có 4 chân ở 4 góc, đôi khi là 3 chân hay chỉ có 1 chân nằm ở chính giữa mặt bàn.
  - Một số loại bàn khác sử dụng một hệ thống khung đỡ hay giá đỡ thay cho chân bàn (nhưng các giá đỡ này vẫn có thể được gọi là "chân bàn")
  - Ở các loại bàn xếp, chân bàn có thể được gập gọn lại và đặt sát vào mặt bàn để tiết kiệm không gian cất giữ hay dễ mang vác.
  - có những loại bàn không có chân nhưng được đính chặt vào tường, vào ghế hay vào một bề mặt nào đó.

Các bộ phận phụ, thường chỉ có ở những bàn làm việc:
- Ngăn kéo là một vật dụng nội thất có dạng khối hộp vuông hoặc khối hộp chữ nhật. Bên trong ngăn kéo có các khối nhỏ hơn có thể di chuyển phạm vi trên một bộ ray.
- Hộc tủ bàn với các cánh cửa, có thể có khóa
- Ngăn trượt (để bàn phím và con chuột máy vi tính)

Các bộ phận phụ, thường chỉ có ở bàn tiếp khách:
- Ngăn dưới gầm bàn để đồ dùng (cốc chén, đồ uống, phích nước...)

Bàn có thể làm từ các vật liệu như gỗ, thủy tinh, kim loại, nhựa hoặc sử dụng cùng lúc nhiều chất liệu khác nhau (mặt bàn gỗ - chân kim loại, v.v.). Thông thường một bộ bàn ghế sử dụng cùng chất liệu. Chiều cao của bàn dao động trong khoảng 18 tới 30 inch (0.46 - 0.76 mét) và thường tương thích với các loại ghế hay ghế đẩu dùng chung với bàn đó.

## Mục đích sử dụng

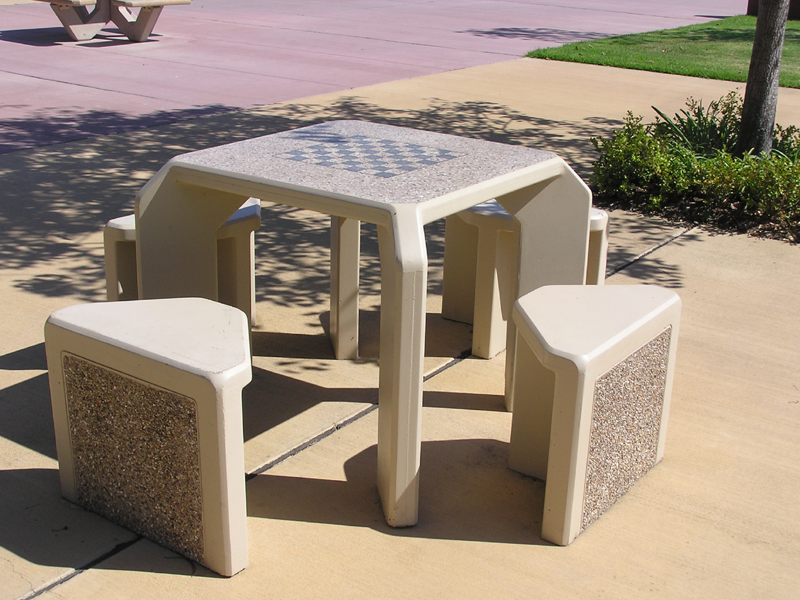
Một chiếc bàn chơi cờ có vẽ hình bàn cờ trên mặt.

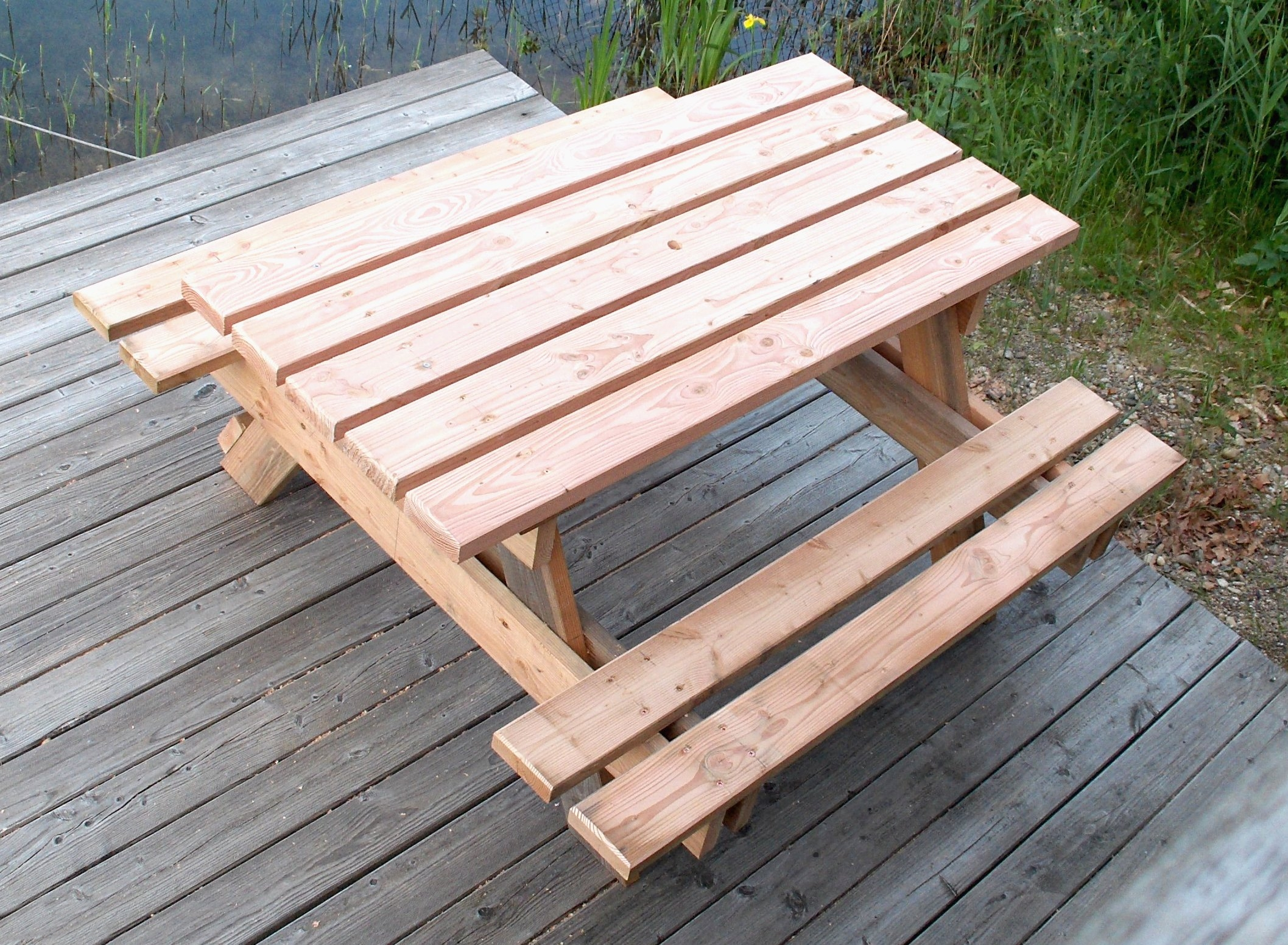
Một chiếc bàn dã ngoại bằng gỗ mộc, với cấu trúc bao gồm một chiếc bàn đính với ghế ngồi, thường thấy ở các công viên hay nơi công cộng, khu vực ngoài trời.

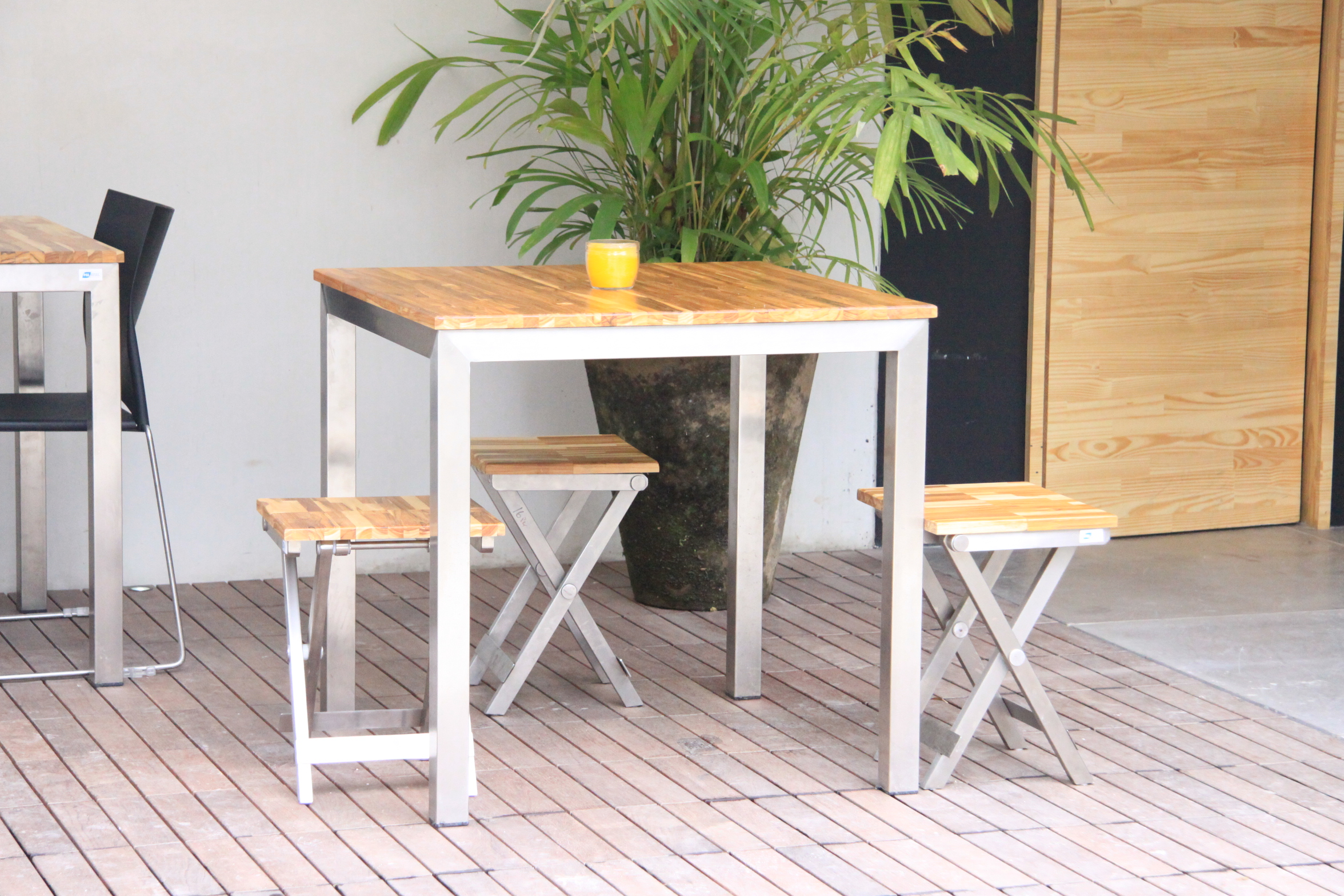
Một chiếc bàn làm bằng thép không rỉ và gỗ khuynh diệp (do Hội đồng quản lý rừng FSC kiểm chứng) của Brasil.

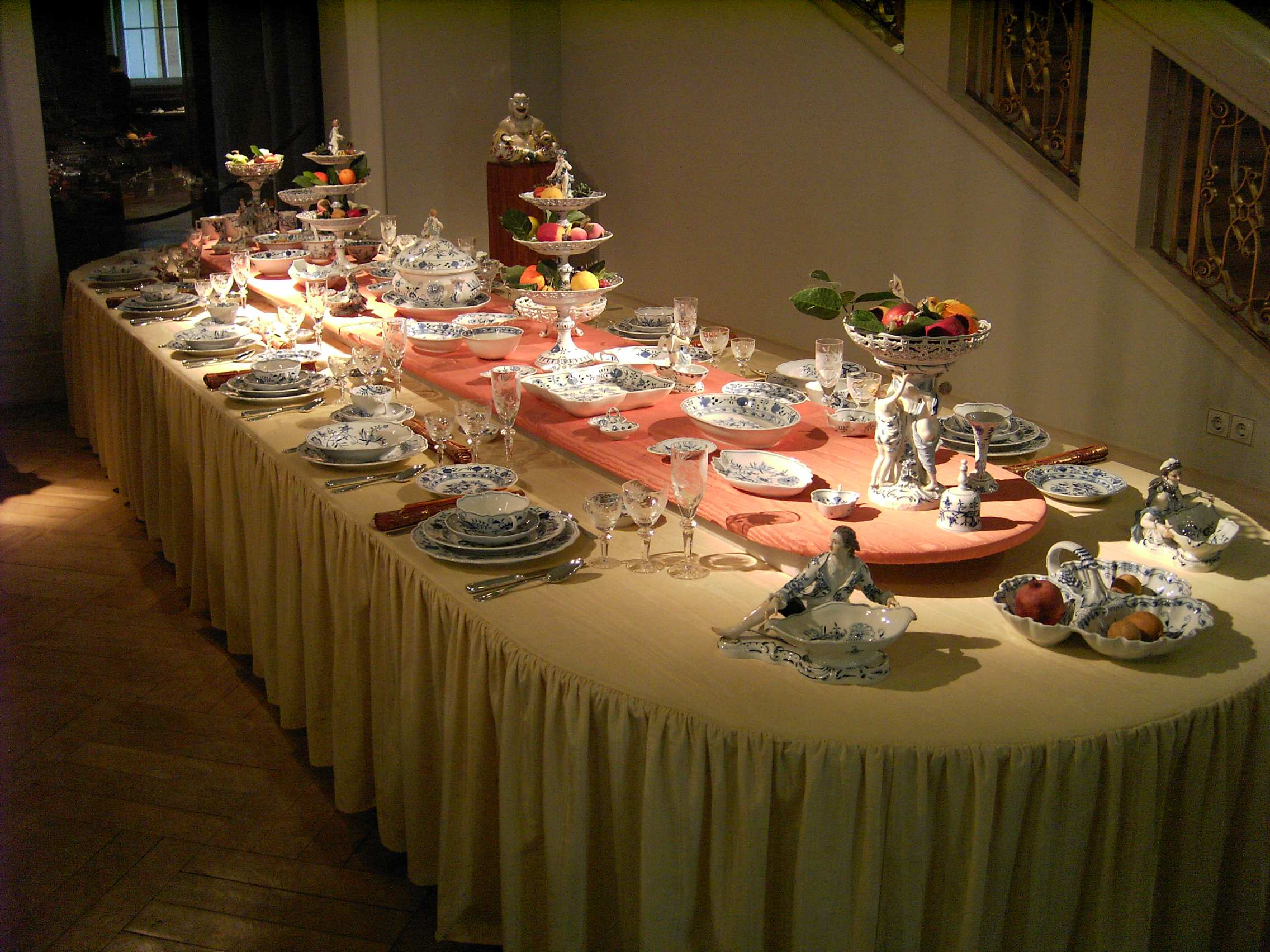
Một bộ bàn ăn sang trọng với bộ chén dĩa bằng sứ.

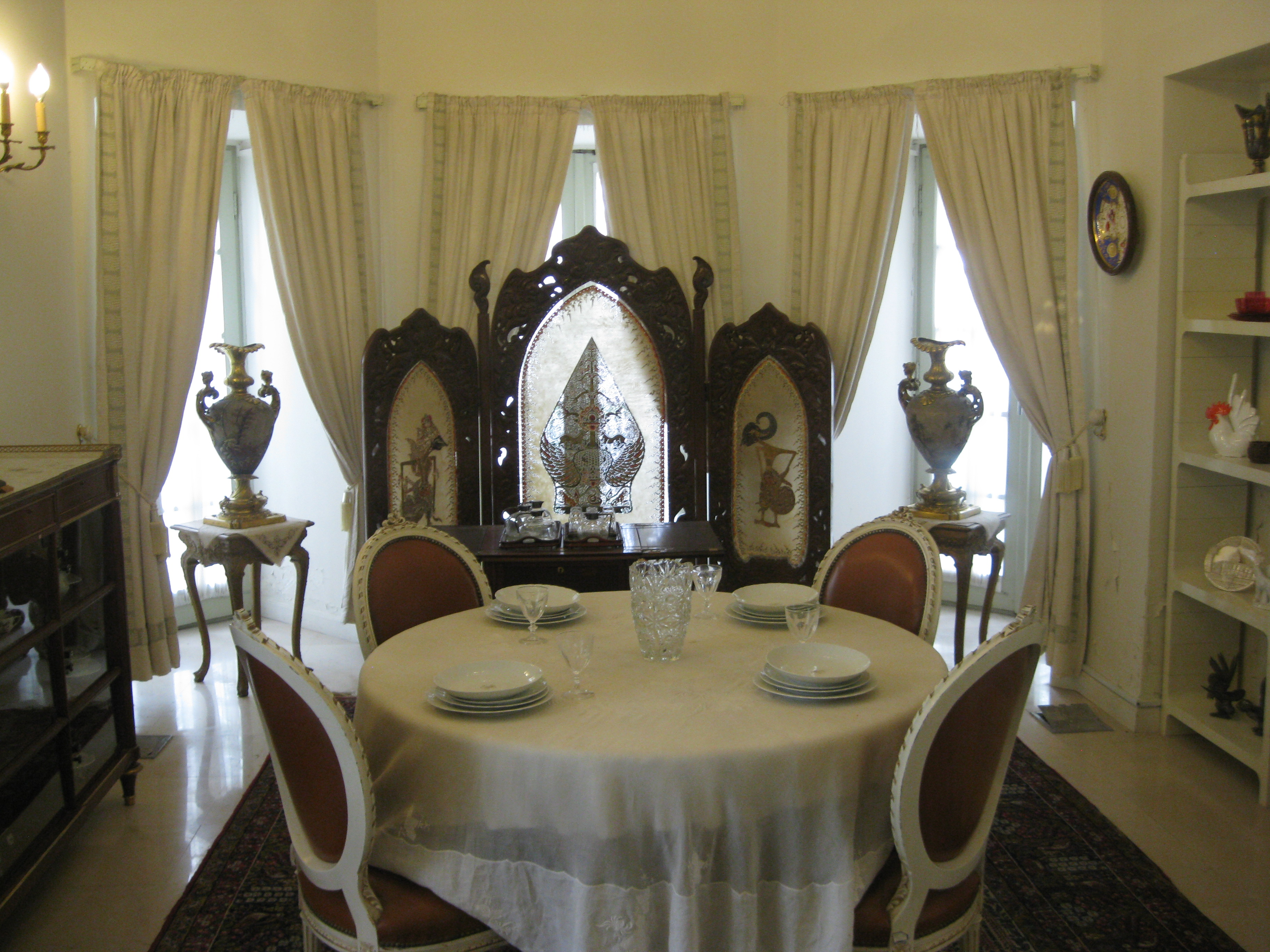
Một bộ bàn ghế sang trọng tại một cung điện ở Iran.

Bàn có thể được đặt trong nhà hoặc ngoài trời, dùng để làm việc, đặt các đồ dùng, thức ăn, đồ uống.
Với những cái bàn cao để làm việc và để ăn uống, thường đi kèm là những chiếc ghế ngồi để đủ chiều cao tiếp xúc vừa tầm với mặt bàn. Có một số loại bàn thấp có thể không cần ghế, người ngồi làm việc hoặc ăn uống có thể ngồi dưới sàn để tiếp xúc với mặt bàn.
Bàn dùng tiếp khách thường có chiều cao thấp hơn bàn làm việc và bàn ăn, vừa tầm với ghế trường kỷ phòng khách để thư giãn.
Bàn làm việc và bàn ăn thường có chân cao so với bàn tiếp khách, thiết kế đảm bảo cho người ngồi có thể cho chân dưới gầm bàn để ngồi hoạt động trên bàn trong thời gian dài với tư thế thẳng lưng không bị mỏi. Bàn làm việc để phục vụ nhu cầu của người dùng, có thể còn có thêm những thiết kế công dụng khác như ngăn kéo, cánh tủ đựng tài liệu và văn phòng phẩm; giá đựng tài liệu dựng liền với bàn; trong những trường hợp bàn có thiết kế phục vụ người dùng để máy tính trên bàn thì bàn có ngăn trượt phía dưới để bàn phím máy tính có thể kéo ra đẩy vào. Bàn làm việc thường có kích thước lớn hơn so với bàn ăn thường, với mục đích để đáp ứng nhu cầu làm việc của người sử dụng, và đảm bảo không gian làm việc rộng rãi và thoải mái. Trong khi đó, bàn ăn thông thường có thể có nhiều kích thước khác nhau để phù hợp với không gian sử dụng

### Phân loại
Tùy theo công năng, hình dạng, kích thước, cấu trúc, ta có thể phân ra các loại bàn như sau:
- Bàn ngủ có kích thước nhỏ, đặt trong phòng ngủ, thường là bên cạnh giường. Nó thường được dùng để đặt đèn ngủ, gương, đồng hồ báo thức hay một số vật dụng cá nhân khác.
- Bàn vẽ có mặt bàn có thể xoay nghiêng được, được sử dụng cho việc vẽ kỹ thuật. Loại bàn này có thể được tích hợp thêm thước kẻ hay các công cụ tương tự.
- Bàn giấy, còn gọi là bàn học hay bàn làm việc được thiết kế để người dùng thực hiện các thao tác liên quan đến thông tin, tỉ như viết, vẽ, đánh chữ hay sử dụng các thiết bị tương tác điện tử như máy vi tính. Loại bàn này có thể tích hợp nhiều ngăn kéo hay ngăn tủ để chứa các dụng cụ, thiết bị, giấy viết cần thiết, và nhiều khi được thiết kế sao cho chỉ có thể sử dụng được một phía của cạnh bàn - vì thường đối với loại bàn này người dùng chỉ ngồi quay mặt vào một phía của bàn mà thôi.
- Bàn chân cổng có chứa các chân bàn xoay được nhờ cơ cấu khớp bản lề gắn vào các chân bàn bị cố định sẵn. Một dạng bàn xếp có khả năng thu gọn phần nào kích thước của nó.
- Bàn cà phê hay bàn tiếp khách là loại bàn thấp, thường đặt trong phòng khách, trước ghế tràng kỷ hay ghế xô-pha, dùng để đặt đồ ăn, thức uống, sách hay một số vật dụng cá nhân khác.
- Bàn chơi cờ được thiết kế để... chơi cờ, với một bàn cờ được vẽ trên mặt bàn này.
- Bàn ăn thường có kích thước dài, đủ cho nhiều người cùng ngồi ăn.
- A dining room table is a table designed to be used for formal dining.

Trong lịch sử cũng có một số loại bàn thông dụng như sau:
- Bàn ba chân vốn rất thịnh hành vào thế kỷ 18 và 19 để đặt đèn cầy (nến), làm bàn uống trà hay bàn ăn nhỏ. Chúng có mặt bàn tròn và có thể xếp nghiêng được khi cần phải cất đi để tiết kiệm không gian. Một loại bàn khác được cải tiết từ bàn ba chân là bàn "lồng chim" có mặt bàn vừa quay nghiêng vừa xoay tròn được.
- Bàn Pembroke xuất hiện vào thế kỷ 18 và trở nên thịnh hành vào thế kỷ 19. Chúng có mặt bàn hình chữ nhật hay hình bầu dục, với cạnh bàn có thể xếp gọn được nhờ cấu trúc bản lề. Phần lớn các bàn thế này có tích hơp thêm các ngăn kéo để chứa các vật dụng dành cho việc uống trà, ăn, viết, vẽ,...
- Bàn Sofa cũng giống như bàn Pembroke nhưng có mặt bàn dài và nhọn hơn, được thiết kế để đặt chung với các ghế trường kỷ, dùng cho việc uống trà, viết, dùng bữa, vân vân. Chúng có thể được dùng để đặt đèn ngủ và các vật trang trí khác.
- Bàn làm việc được thiết kế cho việc chứa các dụng cụ may vá. Chúng xuất hiện vào thế kỷ 18 và trở nên thịnh hành vào thế kỷ 19. Chủ yếu mặt bàn có hình chữ nhật, đôi khi các cạnh có thể gấp lại như bàn Pembroke và thường có một hay một vài ngăn kéo có phân ra thành nhiều ngăn nhỏ. Các mẫu sơ khởi thường có bốn chân gắn thêm bánh xe trong khi các mẫu về sau có chân bàn được tiện gọt hay các loại chân chống khác.
- Bàn bida là loại bàn chuyên dụng dành cho môn thể thao này. Mặt bàn phẳng, có thể bằng gỗ hay đá đen, được phủ vải, có cạnh bàn nhô cao để tránh bóng bida văng ra ngoài và có lỗ cho bóng bida lọt vào theo đúng luật chơi.
- Bàn chơi bóng bàn có thể được làm bằng gỗ, nhựa hay masonit, phủ bởi một lớp sơn chống ma sát. Nó được chia thành hai phần "sân" của mỗi người chơi và có lưới giăng, theo đúng luật chơi bóng bàn. Mỗi phần "sân" có thể gấp gọn lại bằng cơ cấu bản lề.
- Bàn chơi bài dùng để... chơi bài.

## Lịch sử

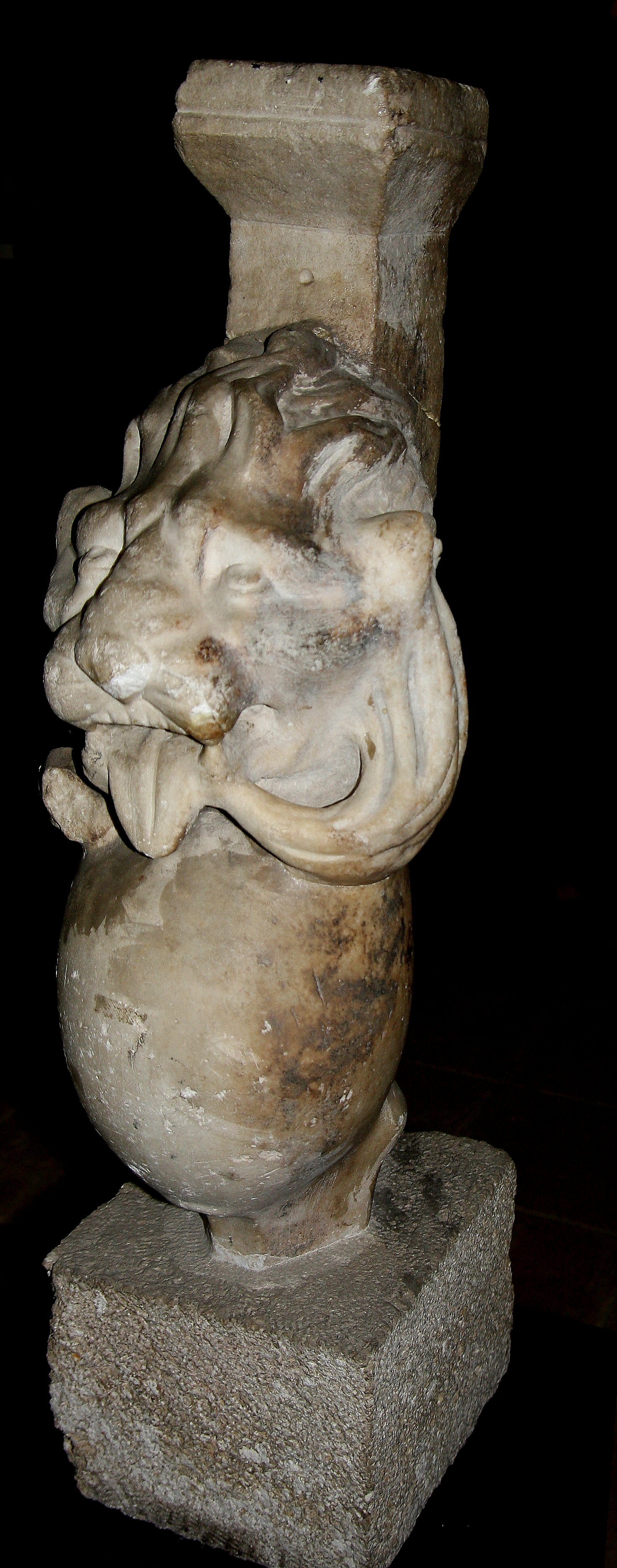
Một chân bàn (loại trapezophoron) của thời La Mã

Một vài trong số những cái bàn đầu tiên đã được người Ai Cập chế tạo, trông chúng khá thô kệch và có vai trò đơn giản chỉ là một cái nền bằng đá để đặt vật dụng lên đó (mà không phải để dưới đất). Chúng không được dùng để phục vụ cho những người ngồi. Đồ ăn thức uống được đặt trên những tấm phản lớn đặt trên những cái cột chống to. The Egyptians made use of various small tables and elevated playing boards. Người Trung Quốc cũng biết chế tạo bàn từ rất sớm để viết hoặc vẽ.
Người Hy Lạp và La Mã cũng chế tạo và sử dụng bàn khá nhiều, nhất là trong việc ăn uống (mặc dù sau khi xài thì bàn của người Hy Lạp thường bị tống xuống gầm giường). Người Hy Lạp đã sáng chế ra một loại bàn khá giống với chiếc guéridon ngày nay. Bàn của Hy Lạp và La Mã được chế tác từ cẩm thạch, gỗ hay kim loại (thường là hợp kim của bạc hay đồng), đôi khi chúng mang những chân bàn được trang trí rất cầu kỳ gọi là trapezophoron. Về sau, những chiếc bàn chữ nhật lớn hơn được chế tạo từ nhiều phần mặt bàn và cột riêng biệt. Người La Mã cũng sáng chế ra một loại bàn lớn hình bán nguyệt gọi là mensa lunata.
Không có nhiều tài liệu đầu thời trung đại mô tả về các loại nội thất như các thời kỳ sau nó; và chủ yếu chỉ có các loại nội thất do tầng lớp quý tộc sử dụng mới được đề cập mà thôi. Ở đế quốc Đông La Mã, bàn được làm bằng kim loại hay gỗ, thường có 4 chân và các chân này được nối với nhau bằng 2 thanh chằng bắt chéo. Bàn ăn thường có kích thước lớn, có mặt bàn hình tròn hay bán nguyệt. Một bộ nội thất bao gồm một chiếc bàn nhỏ hình tròn kết hợp với bục giảng kinh là điều rất thường thấy thời đó, được sử dụng trong việc viết lách. Ở Tây Âu, các cuộc chiến tranh dữ dội của các tộc người Giécmanh đã tàn phá nặng nề nhiều di chỉ và tài liệu lịch sử, vì vậy đa phần các kiến thức thời cổ đại đã biến mất vĩnh viễn. Nhằm thích hợp với việc di chuyển, phần nhiều các loại bàn thời trung đại là bàn kê trên niễng có cấu trúc đơn giản, mặc dù các loại bàn tròn nhỏ được chế tác với kỹ thuật làm mối nối đồ gỗ đã tái xuất hiện từ thế kỷ 15 về sau. Trong thời Trung kỳ Trung cổ, rương trở nên thông dụng và nó nhiều khi cũng được dùng thay bàn.
Bàn ăn xuất hiện lần đầu vào thế kỷ 16 như là một sự cải tiến và nâng cấp của bàn kê trên niễng; những bàn ăn kiểu này khá là lớn và dài và dư khả năng để chứa thức ăn cho một bữa tiệc mặn trong đại sảnh hay phòng tiếp tân của một lâu đài.